# Plug Me In
A Plug Me In az ausztrál AC/DC nevű együttes videóklipjeit és koncertfelvételeit tartalmazó DVD, amely 2007. október 16-án jelent meg a Columbia Records és az Albert Productions gondozásában.
A kiadvány két változatban került piacra. Egy két- és egy háromlemezes változatban. Az első két lemez a Family Jewels-hoz hasonló tematikával rendelkezik. Az egyik a Bon Scott korszakot (1975-1979), míg a másik a Brian Johnson korszakot (1981-2003) dolgozza fel.
A Collector's Edition harmadik lemeze további koncertfelvételeket mutat be 1976-tól 2001-ig, és megtalálható rajta egy 1983-as komplett houstoni koncert is. Ez a változat továbbá magában foglal egy 28 oldalas brossúrát képekkel, rövid történeti érdekességekkel, egy borítékot amelyben hét darab újranyomott koncertbelépő van végül pedig egy 1979. novemberi németországi koncertplakát reprintjét.

## Tartalom

### Első lemez: Bon Scott korszak
1. High Voltage (King Of Pop Awards, Ausztrália, 1975. október)
2. It's a Long Way to the Top (If You Wanna Rock 'n' Roll) (Bandstand, Ausztrália, 1976. február)
3. School Days (St. Albans High School, Ausztrália, 1976. március)
4. T.N.T. (St. Albans High School, Ausztrália, 1976. március)
5. Live Wire (Super Pop/Rollin' Bolan, London, 1976. július)
6. Can I Sit Next to You Girl (Super Pop/Rollin' Bolan, London, 1976. július)
7. Baby Please Don't Go (Myer Music Bowl, Melbourne, 1976. december)
8. Hell Ain't a Bad Place to Be (Sight & Sound In Concert, London, 1977. október)
9. Rocker (Sight & Sound In Concert, London, 1977. október)
10. Rock 'n' Roll Damnation (Apollo Theatre, Glasgow, 1978. április)
11. Dog Eat Dog (Apollo Theatre, Glasgow, 1978. április)
12. Let There Be Rock (Apollo Theatre, Glasgow, 1978. április)
13. Problem Child (Rock Goes To College, Colchester, 1978. október)
14. Sin City (Rock Goes To College, Colchester, 1978. október)
15. Bad Boy Boogie (Rock Goes To College, Colchester, 1978. október)
16. Highway to Hell (Countdown, Hollandia, 1979. augusztus)
17. The Jack (Countdown, Hollandia, 1979. augusztus)
18. Whole Lotta Rosie (Countdown, Hollandia, 1979. augusztus)

#### Bónusz
1. Interjú a sydney-i repülőtéren, 1976. április
2. Interjú a londoni Covent Garden-ben, 1976. július
3. Problem Child (Myer Music Bowl, Melbourne, 1976. december)
4. Baby Please Don't Go (Szene 77, Németország, 1976. szeptember)
5. Interjú/Dirty Deeds Done Dirt Cheap (Promóciós film egy melbourne-i rádiónak, 1976. december)
6. Interjú Bon Scott-tal (Countdown, Ausztrália, 1977. november)
7. Rock 'n' Roll Damnation (Top Of The Pops, London, 1978. június)
8. Koncert és interjú (Ausztrál zenészek a világban, Atlanta, 1978. augusztus)
9. Szuper 8-as bootleg film (Théâtre De Verdure, Nice, Franciaország, 1979. december)

### Második lemez: Brian Johnson korszak
1. Shot Down in Flames ([Budokan, Tokio, 1981. február)
2. What Do You Do for Money Honey (Budokan, Tokio, 1981. február)
3. You Shook Me All Night Long (Budokan, Tokio, 1981. február)
4. Let There Be Rock (Budokan, Tokio, 1981. február)
5. Back in Black (Capital Center, Landover, 1981. december)
6. T.N.T. (Capital Center, Landover, 1981. december)
7. Shoot to Thrill (The Summit, Houston, 1983. október)
8. Guns for Hire (Joe Louis Arena, Detroit, 1983. november)
9. Dirty Deeds Done Dirt Cheap (Joe Louis Arena, Detroit, 1983. november)
10. Flick of the Switch (Capital Center, Landover, 1983. december)
11. Bedlam In Belgium (Capital Center, Landover, 1983. december)
12. Back in Black (Tusino repülőtér, Moszkva, 1991. szeptember)
13. Highway to Hell (Tusino repülőtér, Moszkva, 1991. szeptember)
14. Whole Lotta Rosie (Tusino repülőtér, Moszkva, 1991. szeptember)
15. For Those About to Rock (We Salute You) (Tusino repülőtér, Moszkva, 1991. szeptember)
16. Gone Shootin' (VH1 Studios, London, 1996. július)
17. Hail Caesar (Entertainment Center, Sydney, 1996. november)
18. Ballbreaker (Entertainment Center, Sydney, 1996. november)
19. Rock and Roll Ain't Noise Pollution (Entertainment Center, Sydney, 1996. november)
20. Hard as a Rock (Stade de France, Párizs, 2001. június)
21. Hells Bells (Stade de France, Párizs, 2001. június)
22. Ride On (Stade de France, Párizs, 2001. június)
23. Stiff Upper Lip (Circus Krone, München, 2003. június)
24. Thunderstruck (Circus Krone, München, 2003. június)
25. If You Want Blood (You've Got It) (Downsview Park Toronto Rocks, 2003. július)
26. The Jack (Downsview Park Toronto Rocks, 2003. július)
27. You Shook Me All Night Long (Downsview Park Toronto Rocks, 2003. július)

#### Bónusz
1. Beavis és Butt-Head "Ballbreaker Tour" intró film, 1996
2. Hells Bells - Interjú és koncert (Countdown, Brüsszel, 1981. január)
3. Interjú (Monsters of Rock, Castle Donington Park, 1984. augusztus)
4. Gone Shootin' (próba, VH1 Stúdió, London, 1996. július)
5. Rock Me Baby (The Rolling Stones Angus és Malcolm Young-gal) (Festwiese, Lipcse, Németország, 2003. június)

### Harmadik lemez: Between The Cracks
1. She's Got Balls (St. Albans High School, Ausztrália, 1976. március)
2. It's A Long Way To The Top (St. Albans High School, Ausztrália, 1976. március)
3. Let There Be Rock (Sight & Sound In Concert, London, 1977. október)
4. Bad Boy Boogie (Apollo Theatre, Glasgow, 1978. április)
5. Girls Got Rhythm (Top Pop, Hollandia, 1979. november)
6. Guns For Hire (zenekari próba, Los Angeles, 1983. október)
7. This House Is On Fire (Joe Louis Arena, Detroit, 1983. november)
8. Highway To Hell (RDS, Dublin, 1996. június)
9. Girls Got Rhythm (Entertainment Center, Sydney, 1996. november)
10. Let There Be Rock (Schleyerhalle, Stuttgart, 2000. október)
11. Angus Szobor intró (Stiff Upper Lip Tour film, 2001. június)

#### Koncert Houston-ban, 1983
1. Guns For Hire
2. Shoot To thrill
3. Sin City
4. This House Is On Fire
5. Back In Black
6. Bad Boy Boogie
7. Rock 'n' Roll Ain't Noise Pollution
8. Flick Of The Switch
9. Hells Bells